# Champions Trophy mannen 2009
De 31ste editie van de Champions Trophy (hockey) werd gehouden van 28 november tot en met 6 december 2009 in Melbourne, Australië. Plaats van handeling was het State Netball Hockey Centre.
De deelnemers waren het gastland, de regerend olympisch kampioen (2008), de regerend wereldkampioen (2006) en de winnaar van de vorige Champions Trophy. De landen werden aangevuld met de beste overige landen van de afgelopen Olympische Spelen in Peking.

## Geplaatste teams
- Australië (gastland en winnaar vorige Champions Trophy)
- Duitsland (olympisch kampioen en wereldkampioen)
- Spanje (2e op de Olympische Spelen)
- Nederland (4e op de Olympische Spelen)
- Engeland (Groot-Brittannië was 5e op de Olympische Spelen en Europees Kampioen)
- Zuid-Korea (6e op de Olympische Spelen)

## Scheidsrechters
- Björn Bachmann
- Ged Curran
- David Gentles
- Hamish Jamson

- Kim Hong-Lae
- Raghu Prasad
- Simon Taylor
- John Wright

## Groepsfase
| Team       | Pnt | Wed | W | G | V | DV | DT | DS  |
| ---------- | --- | --- | - | - | - | -- | -- | --- |
| Australië  | 12  | 5   | 4 | 0 | 1 | 24 | 9  | +15 |
| Duitsland  | 9   | 5   | 3 | 0 | 2 | 17 | 16 | +1  |
| Nederland  | 9   | 5   | 3 | 0 | 2 | 13 | 16 | -3  |
| Zuid-Korea | 7   | 5   | 2 | 1 | 2 | 14 | 17 | -3  |
| Engeland   | 4   | 5   | 1 | 1 | 3 | 12 | 13 | -1  |
| Spanje     | 2   | 5   | 0 | 2 | 3 | 17 | 26 | -9  |

### Uitslagen
| 28 november |       |          |  |
| Duitsland   | 3 – 2 | Engeland |  |
|             |       |          |  |

| 28 november |       |            |  |
| Australië   | 4 – 0 | Zuid-Korea |  |
|             |       |            |  |

| 28 november |       |           |  |
| Spanje      | 2 – 3 | Nederland |  |
|             |       |           |  |

| 29 november |       |           |  |
| Zuid-Korea  | 5 – 3 | Duitsland |  |
|             |       |           |  |

| 29 november |       |           |  |
| Nederland   | 2 – 7 | Australië |  |
|             |       |           |  |

| 29 november |       |        |  |
| Engeland    | 3 – 3 | Spanje |  |
|             |       |        |  |

| 1 december |       |           |  |
| Spanje     | 4 – 5 | Duitsland |  |
|            |       |           |  |

| 1 december |       |            |  |
| Nederland  | 1 – 2 | Zuid-Korea |  |
|            |       |            |  |

| 1 december |       |          |  |
| Australië  | 2 – 1 | Engeland |  |
|            |       |          |  |

| 3 december |       |        |  |
| Zuid-Korea | 5 – 5 | Spanje |  |
|            |       |        |  |

| 3 december |       |           |  |
| Engeland   | 2 – 3 | Nederland |  |
|            |       |           |  |

| 3 december |       |           |  |
| Duitsland  | 3 – 1 | Australië |  |
|            |       |           |  |

| 5 december |       |            |  |
| Engeland   | 4 – 2 | Zuid-Korea |  |
|            |       |            |  |

| 5 december |        |        |  |
| Australië  | 10 – 3 | Spanje |  |
|            |        |        |  |

| 5 december |       |           |  |
| Nederland  | 4 – 3 | Duitsland |  |
|            |       |           |  |

## Finales
Om vijfde plaats
| 6 december |       |        |  |
| Engeland   | 2 – 5 | Spanje |  |
|            |       |        |  |

Troostfinale
| 6 december |       |            |  |
| Nederland  | 2 – 4 | Zuid-Korea |  |
|            |       |            |  |

Finale
| 6 december |       |           |  |
| Australië  | 5 – 3 | Duitsland |  |
|            |       |           |  |

## Eindstand
1. Australië
2. Duitsland
3. Zuid-Korea
4. Nederland
5. Spanje
6. Engeland

## Topscorers
- In onderstaand overzicht zijn alleen de spelers opgenomen met vijf of meer treffers achter hun naam.

| № | Naam              | Land       | Goals | SC | SB |
| - | ----------------- | ---------- | ----- | -- | -- |
| 1 | Luke Doerner      | Australië  | 6     | 6  | 0  |
|   | Grant Schubert    | Australië  | 6     | 1  | 2  |
| 3 | Florian Fuchs     | Duitsland  | 5     | 0  | 0  |
|   | Jan-Marco Montag  | Duitsland  | 5     | 4  | 0  |
|   | Nam Hyun-Woo      | Zuid-Korea | 5     | 5  | 0  |
|   | Pau Quemada       | Spanje     | 5     | 3  | 0  |
|   | Xavier Ribas      | Spanje     | 5     | 4  | 1  |
|   | Seo Jong-Ho       | Zuid-Korea | 5     | 0  | 0  |
|   | Taeke Taekema     | Nederland  | 5     | 4  | 1  |
|   | Eduard Tubau      | Nederland  | 5     | 0  | 0  |
|   | Matthias Witthaus | Duitsland  | 5     | 0  | 0  |

## Ereprijzen
| Topscorer                   | Beste speler   | Beste doelman | Fair Play Trophy |
| --------------------------- | -------------- | ------------- | ---------------- |
| Luke Doerner Grant Schubert | Grant Schubert | Lee Myung-Ho  | Nederland        |

Mannen:
Lahore 1978 ·
Karachi 1980 ·
Karachi 1981 ·
Amstelveen 1982 ·
Karachi 1983 ·
Karachi 1984 ·
Perth 1985 ·
Karachi 1986 ·
Amstelveen 1987 ·
Lahore 1988 ·
Berlijn 1989 ·
Melbourne 1990 ·
Berlijn 1991 ·
Karachi 1992 ·
Kuala Lumpur 1993 ·
Lahore 1994 ·
Berlijn 1995 ·
Chennai 1996 ·
Adelaide 1997 ·
Lahore 1998 ·
Brisbane 1999 ·
Amstelveen 2000 ·
Rotterdam 2001 ·
Keulen 2002 ·
Amstelveen 2003 ·
Lahore 2004 ·
Chennai 2005 ·
Barcelona 2006 ·
Kuala Lumpur 2007 ·
Rotterdam 2008 ·
Melbourne 2009 ·
Mönchengladbach 2010 ·
Auckland 2011 ·
Melbourne 2012 ·
Bhubaneswar 2014 ·
Londen 2016 ·
Breda 2018
Vrouwen:
Amstelveen 1987 ·
Frankfurt 1989 ·
Berlijn 1991 ·
Amstelveen 1993 ·
Mar del Plata 1995 ·
Berlijn 1997 ·
Brisbane 1999 ·
Amstelveen 2000 ·
Amstelveen 2001 ·
Macau 2002 ·
Sydney 2003 ·
Rosario 2004 ·
Canberra 2005 ·
Amstelveen 2006 ·
Quilmes 2007 ·
Mönchengladbach 2008 ·
Melbourne 2009 ·
Nottingham 2010 ·
Amstelveen 2011 ·
Rosario 2012 ·
Mendoza 2014 ·
Londen 2016 ·
Changzhou 2018